# Marianne Mithun
Marianne Mithun (ur. 1946) – amerykańska językoznawczyni. Specjalizuje się w typologii lingwistycznej i językach autochtonicznych Ameryki Południowej.
Doktoryzowała się na Uniwersytecie Yale, gdzie przedstawiła rozprawę pt. A Grammar of Tuscarora.

## Publikacje (wybór)
- 1984. The evolution of noun incorporation.
- 1991. Active/Agentive case marking and its motivations.
- 1999. The Languages of Native North America.
- 2001. Who shapes the record: The speaker and the linguist.